# Лебёф, Ален
Ален Лебёф (фр. Alain Lebœuf) — французский политик, президент Совета департамента Вандея.

## Биография
Родился 2 февраля 1964 г. в Нанте (департамент Атлантическая Луара). Его отец Мишель Лебёф был  строительным подрядчиком и мэром коммуны Трез-Сетье с 1983 по 2008 год. Член партии Объединение в поддержку Республики, а затем Союза за народное движение, он принимал в своем доме многих видных политических деятелей, в том числе Алена Жюппе.
Сначала преподаватель естественных наук, а затем информатики в лицее Жанны д'Арк в Монтегю (1987-1996), Ален Лебёф стал директором колледжа Сен-Совер в Рошсервьере в 1996 году.
Политическая карьера Алена Лебёфа началась в 2001 году, когда он был избран мэром Рошсервьера. В 2004 году он был избран в Генеральный совет департамента Вандея, переизбран в марте 2011 года; возглавлял комиссию по цифровой экономике, информационным сетям и транспорту. 
В 2007 году Ален Лебёф впервые баллотировался в Национальное собрание по 1-му избирательному округу департамента Вандея. Он прошел во второй тур, в котором уступил действующему депутату Жан-Люку Преэлю. При поддержке президента Генерального совета Брюно Ретайо Ален Лебеф снова стал кандидатом на выборах в Национальное собрание 2012 года. Он был избран депутатом от 1-го избирательного округа департамента Вандея, набрав во втором туре 53,19 % голосов против кандидата от социалистов Мартин Шантекай. В Национальном собрании присоединился к парламентской группе Союза за народное движение, стал членом Комиссии по устойчивому развитию и территориальному планированию.
В марте 2015 года Ален Лебёф в паре с Мирей Эрмуэ был избран в Совет департамента Вандея от вновь образованного кантона Эзне и стал третьим вице-президентом этого Совета. В июне 2021 года этот бином был переизбран, и 1 июля Ален Лебёф был избран президентом Совета департамента Вандея. 

## Занимаемые выборные должности
17.03.2001 — 19.10.2012 — мэр коммуны Рошсервьер 

20.10.2012 — 03.2014 — вице-мэр коммуны Рошсервьер 

21.03.2004 — 21.03.2015 — член Генерального совета департамента Вандея от кантона Рошсервьер 

20.06.2012 — 20.06.2017 — депутат Национального собрания Франции от 1-го избирательного округа департамента Вандея 

с 22.03.2015 — член Совета департамента Вандея от кантона Эзне

с 01.07.20121 — президент Совета департамента Вандея.